# Peter Herbolzheimer

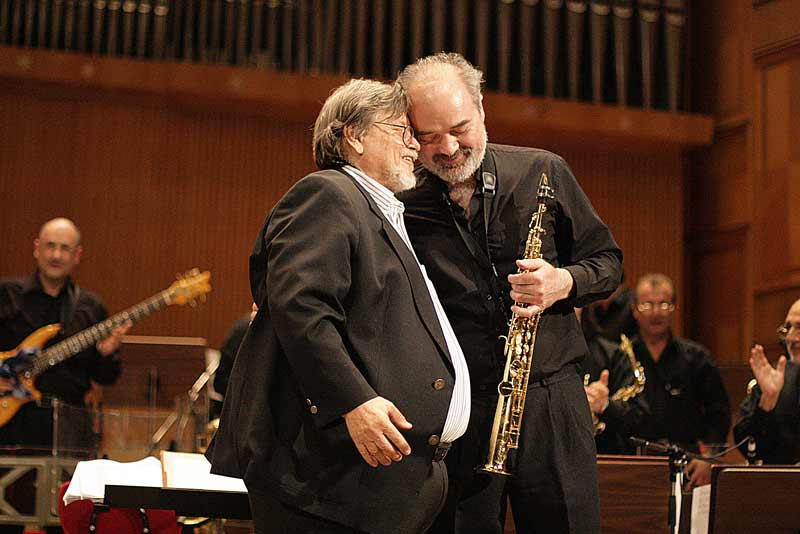
Peter Herbolzheimer und Nicolas Simion

Peter Alexander Herbolzheimer (* 31. Dezember 1935 in Bukarest, Rumänien; † 27. März 2010 in Köln) war ein deutscher Jazz-Posaunist, Arrangeur, Komponist und Bandleader.

## Werdegang
Peter Herbolzheimer kam als Sohn eines deutschen Vaters und einer rumänischen Mutter in Bukarest zur Welt. 1951 zog seine Familie nach Deutschland. Herbolzheimer lernte Gitarre und verbrachte vier Jahre in den USA, zunächst als Austauschschüler, später war er für General Motors in Detroit als technischer Zeichner tätig und gab nebenbei Gitarrenunterricht. 1956 kehrte er nach Deutschland zurück.
Nach einem Musikstudium in Nürnberg spielte er als Posaunist in verschiedenen Jazz-Formationen, unter anderem mit Udo Lindenberg in der 1969 gegründeten Formation Free Orbit. Lange Jahre gehörte er als Posaunist auch zum Orchester von Bert Kaempfert – zusammen mit Jazz-Größen wie Jiggs Whigham und Herb Geller, die er in seine Big Band holte, die 1969 gegründete Rhythm Combination & Brass. In dieser Gruppe stand die Rhythmusgruppe (mit zwei Keyboards, Gitarre, Bass, Schlagzeug und Perkussion) den acht Bläsern (Allan Botschinsky, Dusko Goykovich, Palle Mikkelborg, Art Farmer, Herbolzheimer, Jiggs Whigham, Rudi Fuesers, Joe Gallardo usw.) gleichwertig gegenüber, während der Saxophonsatz meist auf einen einzigen Bläser (Herb Geller oder Heinz von Hermann, später Ferdinand Povel) reduziert war. Die Konzentration auf Blech ohne einen Saxophonsatz ermöglichte starke Kontraste zwischen präzisem Satz und solistischem Freiraum. Mit dieser Band trat er häufig in Funk und Fernsehen auf, unter anderem in Bio’s Bahnhof. Zunächst stand seine Musik für die Rhythm Combination & Brass eher dem Jazzrock nahe (und erschloss mit ihrer Verbindung von Latin, Straight-ahead-Jazz und Rock neue Hörerschichten). Später spielte er mit der Band auch andere Klangfarben und ein klassisches Big-Band-Repertoire.
Herbolzheimer arrangierte im Auftrag des Orchesterleiters Kurt Edelhagen mit Dieter Reith und Jerry van Rooyen die Einzugsmusik der Olympischen Sommerspiele 1972 in München. Von 1972 bis 1988 war Herbolzheimer immer wieder für die Bläsersätze in Udo Lindenbergs Panikorchester zuständig und spielte dort auch selbst Posaune.
Peter Herbolzheimer war in den 1970er-Jahren festes, bestelltes Mitglied (Bass-Posaune) im Orchester von Bert Kaempfert (alle Aufnahmen im Polydor-Studio Hamburg 1970 bis 1979 und auf Tourneen).
Seit seiner Gründung im Jahr 1987 leitete Peter Herbolzheimer das Bundesjazzorchester mit großem Engagement bis Ende des Jahres 2006. Er war bis Ende 2006 erster Vorsitzender der Union Deutscher Jazzmusiker (UDJ), die ihren Sitz in Bonn hat – und blieb bis zu seinem Tod Ehrenpräsident.
Neben seiner Tätigkeit als Bigband-Leiter war er einer der wohl besten deutschen Jazz-Arrangeure und schrieb auch für Herbie Hancock und Konstantin Wecker. Zur Eröffnung des Hauses der Geschichte arrangierte er 1994 das Deutschlandlied, die DDR-Hymne und die Europahymne zusammen in einem Stück.
Herbolzheimer war auch als Filmkomponist, etwa für Das Traumhaus (1980), Abgehauen (1998) und die Fernsehserie So lebten sie alle Tage (1984), tätig. Seinen eigenen Verlag betrieb er mit seiner Frau Gisela (3. September 1936 – 30. Mai 2017). Konzertreisen führten ihn quer durch Europa sowie nach Südafrika.
Seine Enkelin Lisa Herbolzheimer ist Mitglied der A-cappella-Gruppe Les Brünettes.

## Preise und Auszeichnungen
Herbolzheimer wurde 1973 für seine Arrangements zur Einmarschmusik der Olympischen Spiele 1972 mit dem Bundesverdienstkreuz am Bande ausgezeichnet. 1974 gewann er den vom Fürstentum Monaco ausgeschriebenen Wettbewerb für Jazzkomponisten. Für sein Lebenswerk erhielt er 1998 den Frankfurter Musikpreis und 2001 das Bundesverdienstkreuz 1. Klasse. 2007 erhielt er den Lehrer-Welsch-Sprachpreis.

## Diskografische Hinweise
- Soul Condor, 1970 (Polydor)[2]
- My Kind Of Sunshine, 1970/1971 (MPS)
- Wide Open, 1973 (MPS)[2]
- Waitaminute, 1973 (MPS)[2]
- Scenes, 1974 (MPS)
- Time Travellers Galaxis, 1974 (Polydor)[2]
- Live im Onkel Pö, 1975 (Polydor)
- The Catfish, 1975
- Jazz Gala, 1976
- Hip Walk, 1976 (Polydor)[2]
- Touch Down, 1977 (Polydor)[2]
- Quality in Sound, 1978 (Acanto/Bellaphon)[3]
- I hear Voices, 1978 (Polydor)[2]
- Toots Suite – Alanna
- Dreißig Jahre – Live in Concert – Mons (SunnyMoon)
- Colours of a Band – Mons (SunnyMoon)
- Masterpieces – MPS-Record (Universal)
- Music for Swinging Dancers 1–4, 1984 – Koala Reco (Bellaphon)
- Latin Groove, 1987 – Koala Reco (Bellaphon)
- Fat Man Boogie, 1981 – Koala Reco (Bellaphon)
- Fatman 2, 1983 – Koala Reco (Bellaphon)
- Bandfire, 1981 – Koala Reco (Bellaphon)
- Jazz Gala Concert 1976 – Koala Reco (Bellaphon)
- Jazz Gala 77 – Telefunken/Decca
- Jazz Gala Concert 79 – Rare Bid/Bellaphon
- Smile – Koala Reco (Bellaphon)
- Friends and Silhouettes – Koala Reco (Bellaphon)
- Big Band Bebop, 1984 – Koala Reco (Bellaphon)
- More Bebop, 1984 – Koala Reco (Bellaphon)
- Colors of a Band, 1995 aufgenommen, mit Dianne Reeves

## Lexigraphische Einträge
- Wolf Kampmann (Hrsg.), unter Mitarbeit von Ekkehard Jost: Reclams Jazzlexikon. Reclam, Stuttgart 2003, ISBN 3-15-010528-5.
- Martin Kunzler: Jazz-Lexikon. Band 1: A–L (= rororo-Sachbuch. Bd. 16512). 2. Auflage. Rowohlt, Reinbek bei Hamburg 2004, ISBN 3-499-16512-0.